# حمض رباعي الهيدروكانابينول
حمض رباعي الهيدروكانابينول (THCA - 2-COOH-THC) هو مركب طليعي من رباعي هيدرو كانابينول (THC) ، المكون النشط للمرجوانا.
THCA يوجد بكميات متغيرة في المريغوانا الخضراء والمجففة، لكنها تدريجياً تنزع الكربوكسيل لتتحول إلى THC بالتجفيف أو حفظها في الهواء الطلق، أو تعريضها للحرارة من خلال تبخيرها وطهوها أو تدخينها، حتى يتحول THCA إلى THC بمزايا مخدّرة.